# 응우옌반또안
응우옌반또안(베트남어: Nguyễn Văn Toàn, 1996년 4월 12일 ~ )은 현재 텝싸인 남딘에서 공격수 겸 윙어로 활약하고 있는 베트남의 축구 선수로 베트남 대표팀의 일원으로도 활약 중이며 K리그 등록명은 반토안이었다.

## 클럽 경력

### 호앙아인 잘라이
2015년 호앙아인 잘라이에서 데뷔한 이후 2022년까지 8시즌동안 팀의 주축 공격수 겸 윙어로 맹활약하며 2022년 AFC 챔피언스리그 본선 진출과 2022년 베트남컵 준결승 진출 등에 이바지했고 2019년과 2020년에는 V리그 1 최다 어시스트상을 수상하기도 했다.

### 서울 이랜드
인도네시아와의 2022년 아세안 챔피언십 준결승 1차전을 이틀 앞둔 2023년 1월 4일 대한민국 K리그2의 서울 이랜드로의 입단이 확정되며 데뷔 이후 처음으로 동아시아 무대를 밟았고 이후 충북 청주 FC와의 2023년 K리그2 개막전에서 호낭 다비드 제로니무와 함께 투톱으로 선발 출전하며 K리그 데뷔 무대를 치렀다.

## 국가대표팀 경력

### 베트남 청소년 대표팀
2013년부터 2019년까지 베트남 연령별 대표팀(U-20, U-23)에서 46경기 26골로 아세안 U-19 챔피언십 2회 연속 준우승, 2015년 동남아시아 경기 대회 동메달, 2018년 AFC U-23 아시안컵 준우승, 2018년 아시안 게임 준결승 진출, 2018년 비나폰컵 우승 등의 업적을 달성했고 특히 2013년 아세안 U-19 챔피언십에서 6골을 터뜨리며 대회 득점왕을 차지했다.

### 베트남 A대표팀
2016년 3월 24일 국제 A매치 데뷔전인 대만과의 2018년 FIFA 월드컵 아시아 지역 2차 예선 F조 5차전에서 A매치 데뷔골을 멀티골로 장식하며 4-1 완승에 기여했고 이후 2018년 아세안 챔피언십에서 베트남의 10년만의 통산 2번째 아세안 챔피언십 우승에 일조했다.
그리고 이듬해에 열린 2019년 AFC 아시안컵 본선에도 참가하여 2007년 이후 12년만의 베트남의 아시안컵 8강 신화에 이바지했고 2022년 9월 27일 홈에서 열린 SAFF 챔피언십 최다 우승팀인 인도와의 VFF컵 2차전이자 최종전에서 득점을 기록하며 팀의 첫 우승을 이끌었다.

## 수상

### 클럽
호앙아인 잘라이
- 베트남컵 : 4강 (2022)

### 국가대표팀
베트남 U-20
- 아세안 U-19 챔피언십 : 준우승 (2013, 2014)

 베트남 U-23
- AFC U-23 아시안컵 : 준우승 (2018)
- 아시안 게임 : 4위 (2018)
- 동남아시아 경기 대회 : 동메달 (2015)
- VFF컵 : 우승 (2018)

 베트남
- 아세안 챔피언십 : 우승 (2018), 준우승 (2022)
- VFF컵 : 우승 (2022)

### 개인
- V리그 1 최다 어시스트 : 2019, 2020
- 아세안 U-19 챔피언십 득점왕 : 2013 (6골)